# Dworzec Króla Śiwadźiego
Dworzec Króla Śiwadźiego (ang. Chhatrapati Shivaji Terminus, marathi: छत्रपती शिवाजी टर्मिनस) (do 1996 Victoria Terminus) – dworzec kolejowy w Mumbaju w Indiach, w 2004 r. wpisany na Listę Światowego Dziedzictwa UNESCO.
Dworzec Króla Śiwadźiego został wybudowany jako Victoria Terminus (na cześć królowej Wiktorii) w 1888 r. Zaprojektował go Frederick William Stevens w stylu będącym połączeniem neogotyku i architektury indyjskiej. W 1996 r., w związku z indyjską polityką zmian nazw geograficznych, stacji nadano nazwę Chhatrapati Shivaji, na cześć XVII-wiecznego założyciela państwa Maharasztra.
Jedno z miejsc zamachu terrorystycznego w Mumbaju w 2008 roku.